# Nave
Nave (hebrejsky נווה, doslova Oáza, v oficiálním přepisu do angličtiny Nave) je vesnice typu mošav v Izraeli, v Jižním distriktu, v Oblastní radě Eškol.

## Geografie
Nachází se v nadmořské výšce 100 metrů, cca 45 kilometrů západně od města Beerševa a cca 110 kilometrů jihozápadně od Tel Avivu. Leží v ploché pouštní krajině na okraji písečných dun Cholot Chaluca. 3 kilometry západním směrem se nachází mezinárodní hranice mezi Izraelem a Egyptem.
Na dopravní síť je napojena pomocí lokální silnice číslo 2211.

## Dějiny
Vznikla po roce 2005 v důsledku realizace plánu jednostranného stažení, kdy bylo z pásma Gazy vystěhováno několik tisíc izraelských osadníků.
Vesnice byla založena roku 2008 pro skupinu rodin z evakuované osady Bnej Acmon. Populace má náboženskou orientaci a sestávala dle údajů z roku 2010 ze 75 rodin.
V září 2010 se zde za účasti izraelského vicepremiéra Silvana Šaloma konalo slavnostní otevření nové vesnice, ve které se usadilo prvních pět rodin. Nave má využívat solární energii a recyklaci vody. Počítá se s průmyslovou zónou. Jde o součást širšího osidlovacího programu, který má za cíl zřídit v písčitých dunách Cholot Chaluca skupinu židovských vesnic. Na akci se podílí Židovský národní fond. V oficiální statistice se jako rok založení obce uvádí 2010. Podobně probíhala v tomto regionu příprava zřízení vesnice Bnej Necarim.

## Demografie
Jde o menší sídlo vesnického typu s rostoucí populací. K 31. prosinci 2014 zde žilo 1005 lidí. Během roku 2014 populace stoupla o 86,1 %. Populace vesnice je mimořádně mladá. K roku 2013 obec patřila mezi 10 venkovských sídel v Izraeli s nejvyšším podílem obyvatelstva ve věku do 17 let (66,3 % z celkové populace obce).
| Rok            | 2012 | 2013 | 2014 |
| -------------- | ---- | ---- | ---- |
| Počet obyvatel | 431  | 540  | 1005 |